# アルピンボラン
アルピンボラン (Alpine-Borane) とは、有機合成で用いられる有機ホウ素化合物のひとつ。9-BBN を α-ピネンに付加させて得る。高い立体障害と、ピナニル基に由来するキラリティが特長である。"Alpine-Borane" はシグマアルドリッチ社の登録商標。

## 使用例
重水素化されたアルデヒドへ面選択的に付加し、生じる付加体の加水分解後にキラルな2級アルコールを与える。
C8H12B-pinanyl  +  RCDO   →  C8H12BOCHDR  +  (+)-d-α-ピネン
C8H12BOCHDR  +  H2O  →  C8H12BOH  +  HOC*HDR
α,β-アセチレンケトンのカルボニル基を不斉還元し、キラルなプロパルギルアルコール誘導体を与える。
RC(=O)C≡CH + C8H12B-pinanyl → → RC*H(OH)C≡CH